# Ultima VII: The Black Gate
Ultima VII: The Black Gate — компьютерная ролевая игра, разработанная и выпущенная компанией Origin Systems в 1992 году. Имеет продолжение — Ultima VII Part Two: Serpent Isle.

## Краткое описание
Игрок снова возвращается в сказочную страну Британию, которой правит Лорд Бритиш. В мире есть 8 лунных ворот (мгновенный телепорт в другие такие ворота), 8 городов, 4 поселка, 8 шрайнов (кромлехов) и 8 подземелий, поименованных в честь грехов — Shame, Despise, Wrong и так далее. В отличие от предыдущих игр серии, шрайны не несут никакой функции и являются просто декорацией, как и связь подземелья с конкретным грехом (в играх была ещё связь каждого города с добродетелью, и подземелье было антиподом «своего» города).
Главный игровой экран представлен в виде диметрии, то есть на горизонтальные поверхности строго вид сверху, вертикали же наклонные. Для создания эффекта ночи и плохой погоды используется смена палитры. Шаг персонажа — 8 пикселов, такова же точность позиционирования объекта. Есть вторые этажи, куда можно подняться по лестницам. При входе в дом исчезает его крыша (на деле крыши всех домов — все, что выше головы Аватара) и показывается интерьер.
Размер игрового мира — 12 на 12 регионов (размером с город), в каждом 16 на 16 чанков (размером с комнату), в каждом чанке — 16 на 16 клеточек по 8 пикселов.
Главного персонажа, которым управляет игрок, зовут Аватар (как и во всей серии Ultima). К нему по ходу игры присоединяется до 8 компаньонов, один из них — немедленно со сцены вступления. Все игровые персонажи имеют статистики — strength/dexterity и так далее. Статистика повышается путем тренировки у тренера и требует наличия соответствующих очков, повышающихся при достижении персонажем определённых уровней опыта. Опыт дается за каждого убитого в бою врага.
В игре есть магия. Для её применения нужна магическая книга, при этом в ней могут использоваться только те страницы, которые не превышают текущего уровня Аватара. В книге должно быть данное заклинание, которое там есть либо изначально, либо покупается у мага. Применение заклинания расходует ману Аватара (быстро восстанавливается) и реагенты, каждый спелл — свой набор реагентов. Всего реагентов около 8 — сернистый пепел, паучий шелк, чеснок, паслен, «кровавый мох», мандрагоров корень, женьшень и чёрная жемчужина. Они рассеяны по всему игровому миру, особенно в пещерах.
Некоторые заклинания — Telekinesis (дергание рычага открывания дверей или барабана с цепью через стены или запертую дверь), лечение, несколько боевых заклинаний, сотворение еды, отпирание магически запертых дверей и так далее. При применения заклинания появляется мантра — например, при отпирании двери — Ex Por. В высшем круге есть заклинание «Армагеддон», при применении которого умирают все персонажи игры (около 150), кроме короля и главного антагониста. Король жёстко отчитывает Аватара, а главный антагонист дает ценную информацию, применение которой, впрочем, потребует загрузки сохранения до применения заклинания.
Аватара и компаньонов надо кормить. Иначе сначала жалуются, потом умирают с голоду.
Цель игры — пройти сюжет. Помимо основного сюжета, есть много побочных — для прохождения основного сюжета не важны.

## «Пасхальные яйца» и читы
С помощью ключа командной строки можно запустить игру в отладочном режиме, в котором есть меню читов. Среди читов есть Hackmover — перемещение неподвижных предметов, мгновенный телепорт куда угодно, а также прохождение сквозь стены.

## Порты
Оригинальная версия игры для DOS использует недокументированный режим Unreal mode процессора, что сильно осложняет настройку среды для запуска игры и её портирование. Существует воссозданный с нуля движок Exult, написанный с использованием библиотеки SDL, благодаря чему Exult можно запускать на множестве платформ. Для запуска игры потребуются файловые ресурсы из оригинальной поставки.